# Dyrekcja Kolei w Bydgoszczy

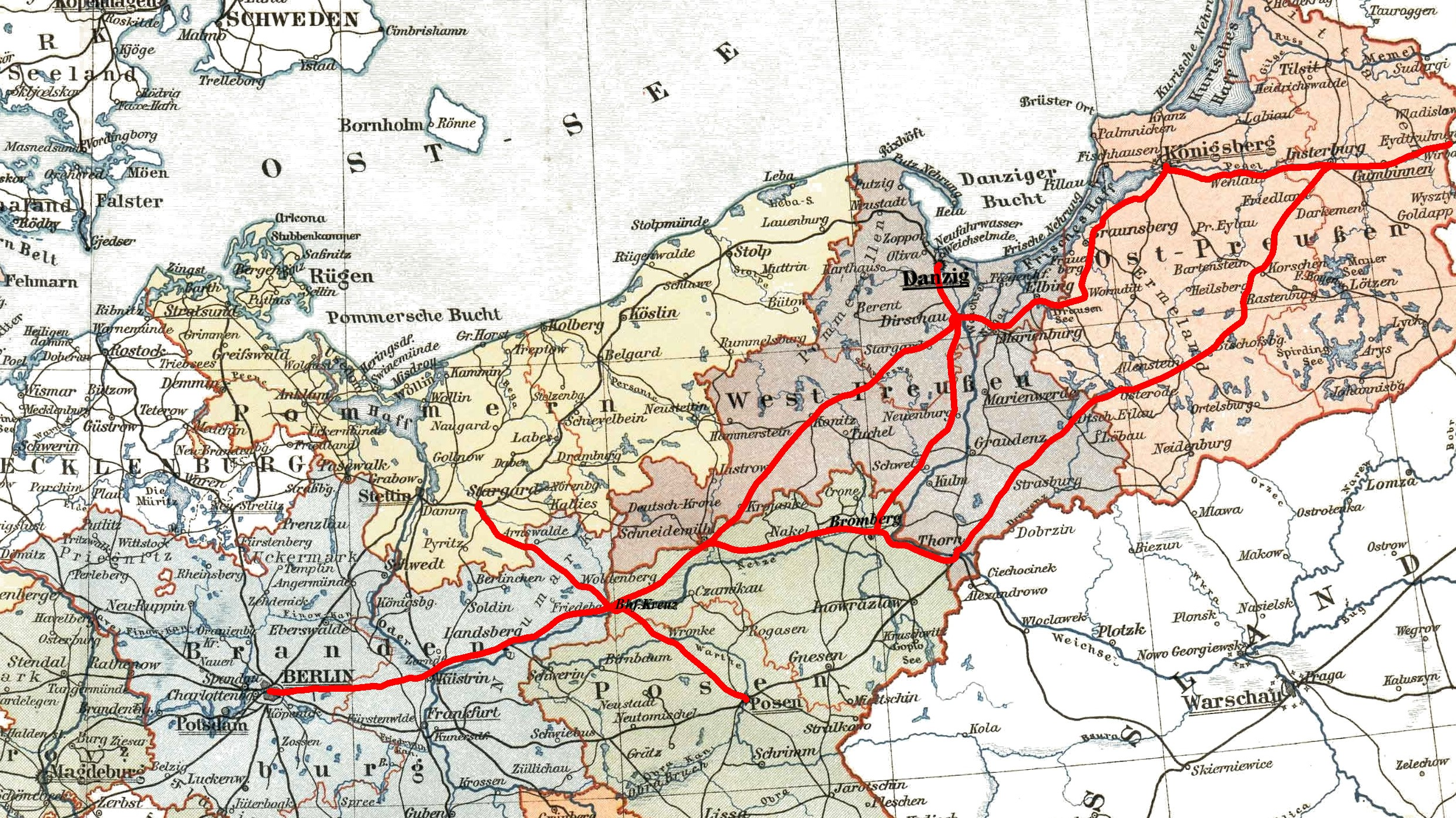
Sieć Pruskiej Kolei Wschodniej

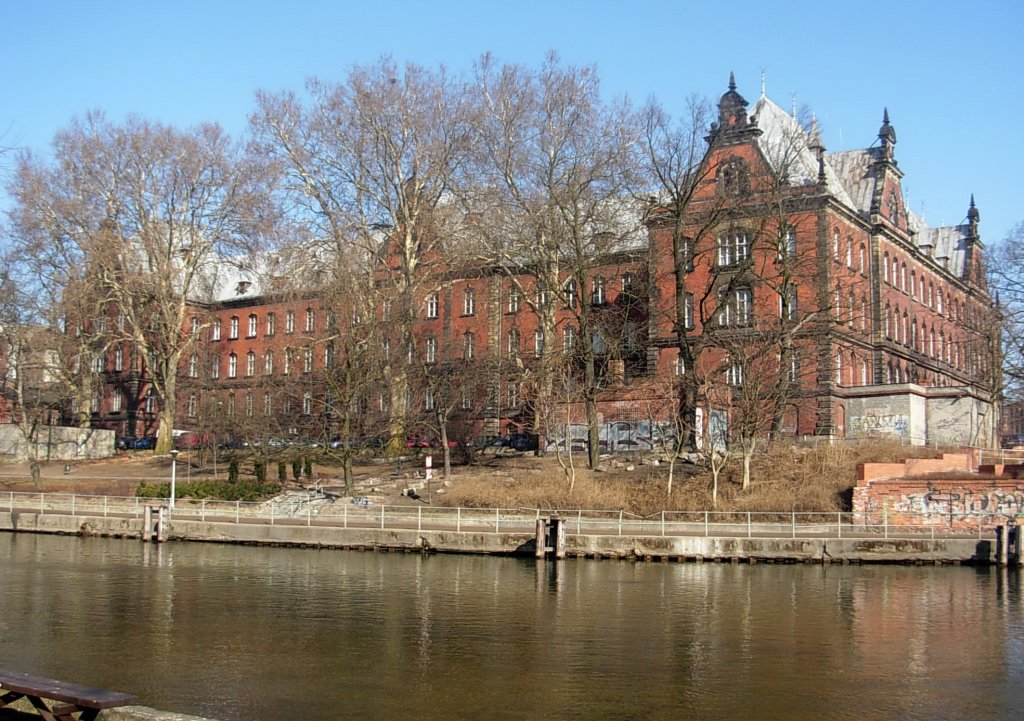
Budynek Dyrekcji Kolei – widok od strony Brdy

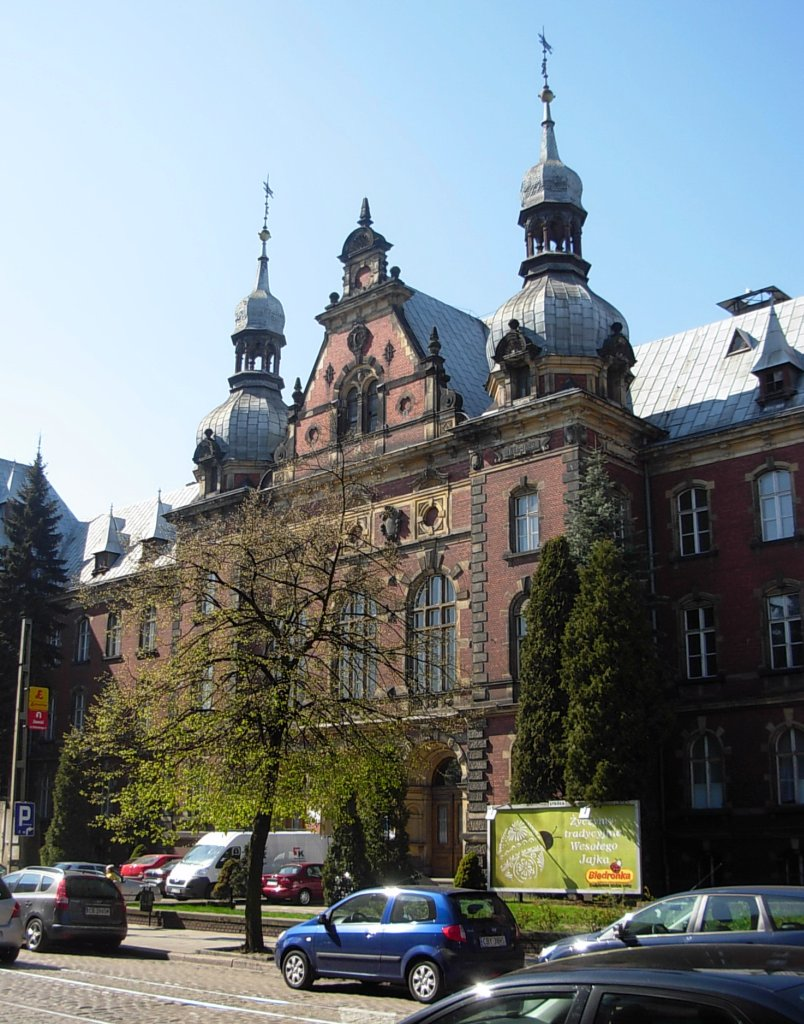
Widok od ul. Dworcowej

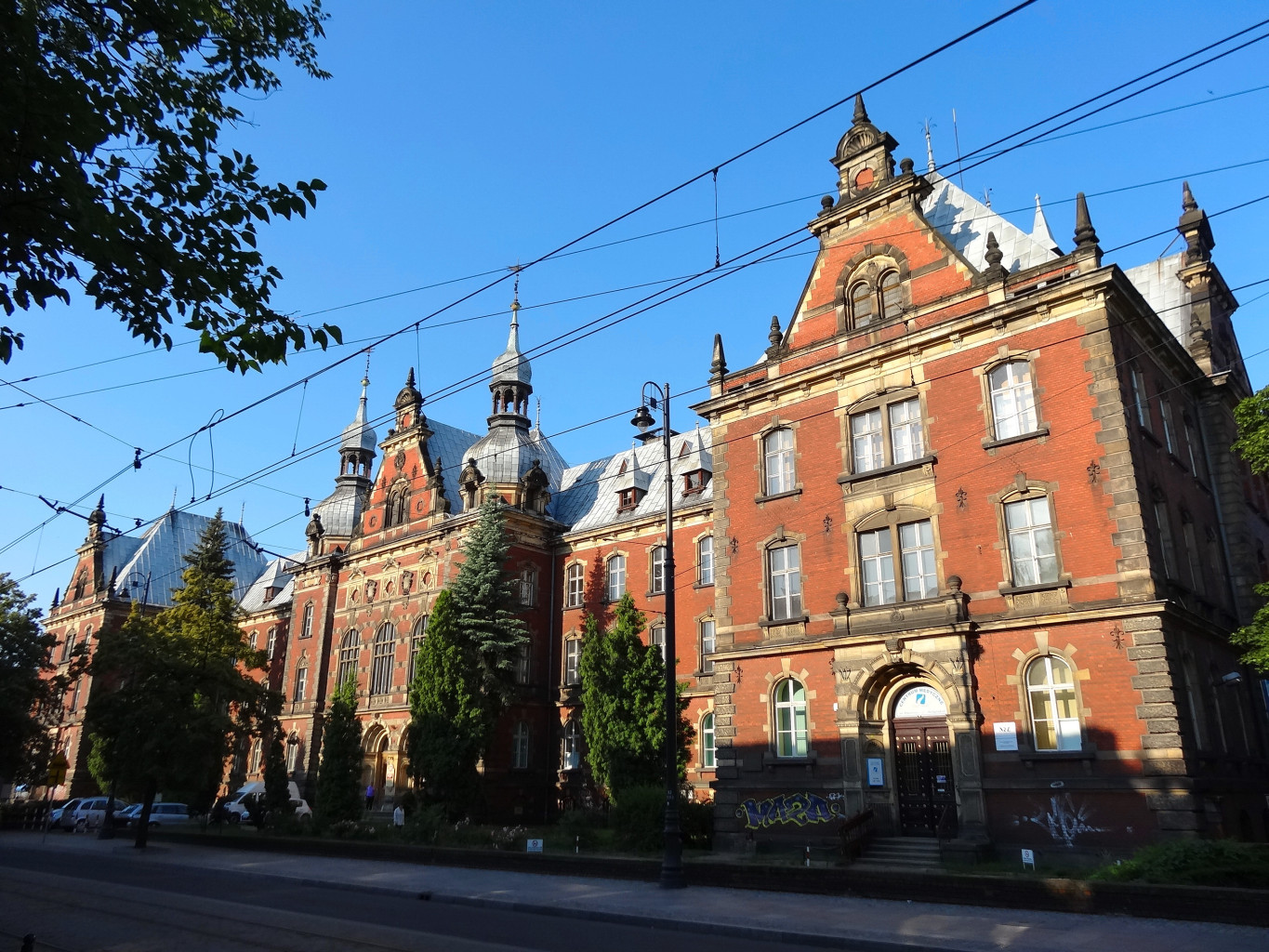
Front od ul. Dworcowej

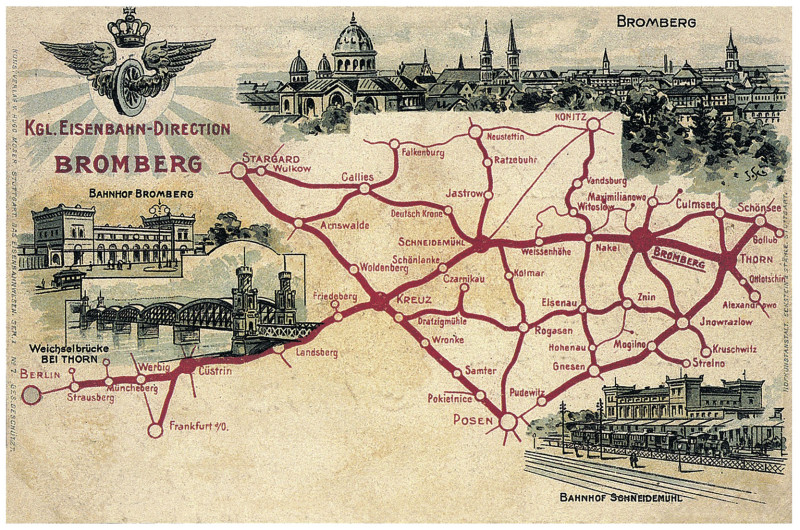
Pocztówka przedstawiająca Królewską Dyrekcję Kolei Wschodniej w Bydgoszczy

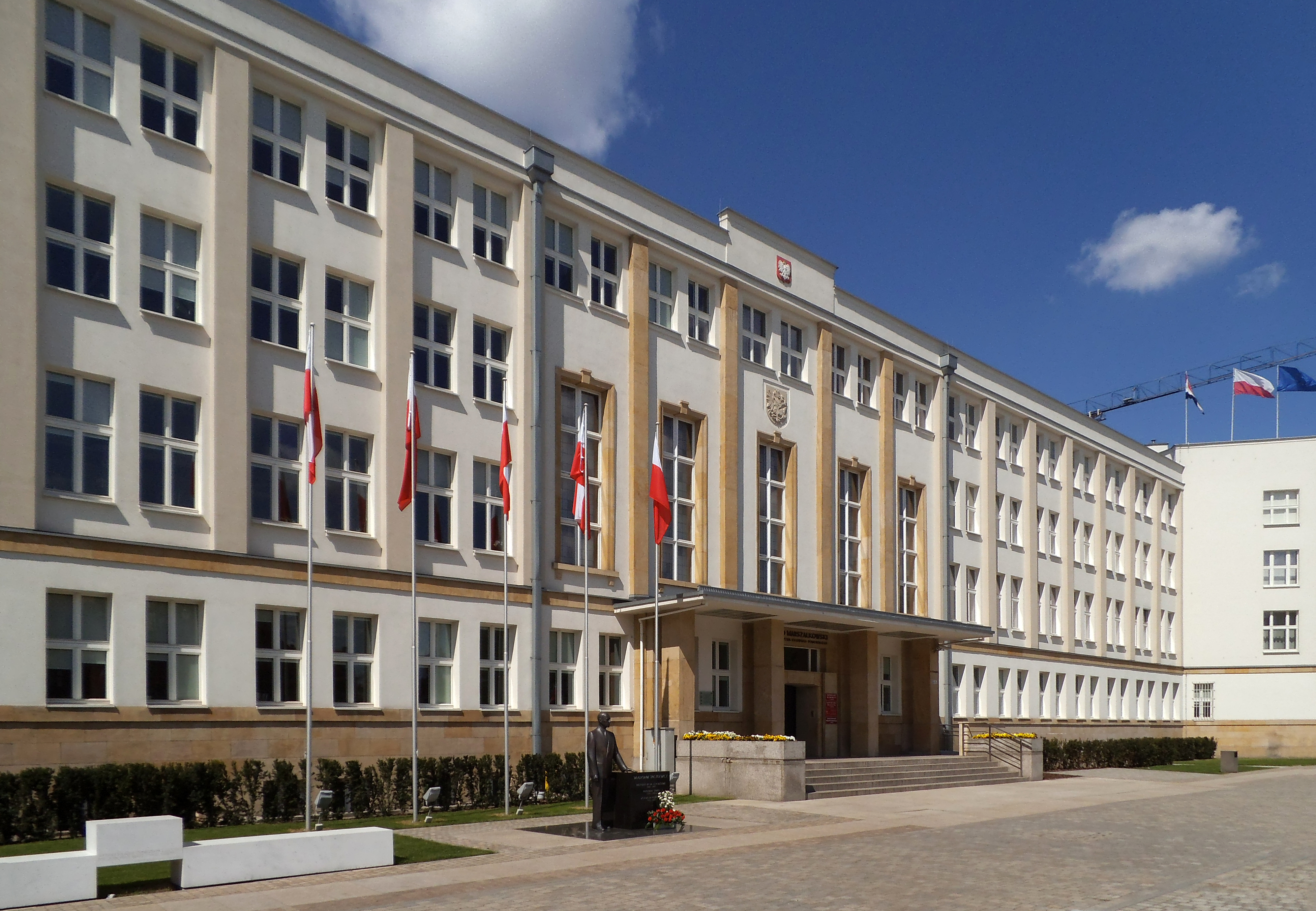
Dawna siedziba Dyrekcji Okręgowej Kolei Państwowych w Toruniu. Obecnie Urząd Marszałkowski

Dyrekcja Kolei w Bydgoszczy – terytorialny organ zarządzania koleją z siedzibą w Bydgoszczy.

## Historia dyrekcji

### Okres pruski
Królewska Dyrekcja Pruskiej Kolei Wschodniej (niem. Königliche Direktion der Ostbahn) powstała zarządzeniem króla Prus Wilhelma IV z dnia 3 listopada 1849 z przekształcenia Królewskiej Komisji Kolei Wschodniej. Poprzednia instytucja powstała w 1848 w Trzciance w celu kontroli państwowej nad Towarzystwem Akcyjnym budującym linię kolejową z Krzyża do Królewca przez Piłę, Bydgoszcz i Tczew. Nowo powstała dyrekcja została zlokalizowana w Bydgoszczy w nieruchomościach przy Nowym Rynku 8 i 9. Była to – obok dyrekcji Kolei Westfalskich w Paderborn – pierwsza dyrekcja kolei państwowych w Europie i na świecie. Jej zadaniem było projektowanie, budowa oraz rozbudowa linii kolejowych na terenie wschodnich prowincji Prus.
Początkowo, do września 1852, działała w Szczecinie Deputacja Dyrekcji Kolei Wschodniej zajmująca się dalszą budową dróg żelaznych. Jesienią 1852 nadzór nad wszystkimi problemami dotyczącymi rozbudowy i eksploatacji sieci kolejowej w Prusach Wschodnich objęła administracja w Bydgoszczy.
Wraz z rozwojem Kolei Wschodniej zadania dyrekcji stale rosły. W 1857 składała się z 6 wydziałów, a środki wydane na budowę torów, urządzeń stacyjnych i dróg dojazdowych do stacji wyniosły 25 mln talarów, z czego 73% przypadło na linię Krzyż Wielkopolski – Bydgoszcz – Tczew – Królewiec z odgałęzieniem do Gdańska.
Królewska dyrekcja kolei wschodniej podlegała bezpośrednio ministrowi handlu, przemysłu i robót publicznych. Do dnia 1 października 1873 podlegali jej następujący wyżsi urzędnicy:
- wyższy inspektor ruchu, do którego obowiązków należało nadzorowanie personelu służby ruchu i kierowanie całokształtem gospodarki materiałowej; w późniejszym okresie dodano mu do pomocy inspektora budowy kolei;
- nadmistrz maszynowy, który nadzorował tabor kolejowy, warsztaty naprawcze i personel parowozowy;
- główny zarządca ekspedycji kolejowych, który czuwał nad odprawami podróżnych i przesyłek oraz analizował i badał w ograniczonym zakresie zażalenia składane na pion służby handlowej.

Zatrudnienie dyrekcji w 1875 wynosiło 349 pracowników.
Do obowiązków dyrekcji należały czynności ogólnoadministracyjne związane z przewozem osób i przesyłek, opracowanie rozkładu jazdy pociągów, synchronizacja taborowa służb kolejowych, utrzymanie obiektów kolejowych, taboru i urządzeń, budowa i przebudowa torów.
W kompetencji dyrekcji znajdowały się również: dyspozycje wagonowe dla poszczególnych stacji zgodnie z zapotrzebowaniem klientów oraz zaopatrzenie materiałowo-techniczne. Materiały przechowywano w magazynach i składnicach kolejowych, przede wszystkim w Warsztatach Głównych w Tczewie i Zakładach Budowy Rozjazdów Kolejowych w Bydgoszczy.
Do statutowych obowiązków królewskiej dyrekcji kolei wschodniej należało także rozpatrywanie wniosków i wypłacanie odszkodowań za zabicie lub zranienie pasażerów podczas podróży.
Od 1875 dyrekcja kolei w Bydgoszczy przejęła obowiązki związane z rozliczaniem przewozów międzynarodowych (pasażerskich, bagażowych, ekspresowych i towarowych), początkowo na linii kolejowej Warszawsko-Bydgoskiej.
Linię tę otwarto 4 grudnia 1862 zgodnie z umową prusko-rosyjską. Jej nowo zbudowanym odcinkiem po stronie pruskiej (podległej Kolei Wschodniej) była linia kolejowa Bydgoszcz – Toruń – Otłoczyn. 1 kwietnia 1875 powołano Niemiecko-Rosyjski Związek Kolejowy, którego kierownictwo powierzono Dyrekcji Kolei Wschodniej. Tym samym Bydgoszcz była pierwszym miastem na ziemiach polskich, w którym rozliczano międzynarodowe przewozy kolejowe.
W 1880 zreorganizowano zarządzanie kolejami w Prusach i utworzono Królewski Pruski Zarząd Kolejowy. Przestano używać nazwy Kolej Wschodnia, a placówkę przemianowano na Królewską Dyrekcję Kolejową w Bydgoszczy, złożoną z Królewskich Komisji Kolejowych w Berlinie, Pile, Bydgoszczy, Gdańsku, Toruniu, Królewcu oraz Kolei Wewnątrzpomorskiej w Szczecinie (później także w Słupsku, Poznaniu i Olsztynie). Komisje zmieniono w Królewskie Kolejowe Urzędy Ruchu podległe dyrekcji w Bydgoszczy. Urzędowi ruchu w Bydgoszczy podlegały linie: Piła – Bydgoszcz – Toruń, Bydgoszcz – Tczew i Laskowice Pomorskie – Jabłonowo (bez stacji: Piła, Toruń, Tczew, Jabłonowo).
W wyniku rosnącego wciąż potencjału kolejnictwa, 1 kwietnia 1895 nastąpiła reorganizacja pruskiej administracji kolejowej. W miejsce Królewskiej Dyrekcji Kolejowej w Bydgoszczy powstały Dyrekcje Kolei Państwowych z siedzibami w: Bydgoszczy, Poznaniu, Gdańsku, Szczecinie i Królewcu. Dyrekcja w Bydgoszczy zarządzała liniami kolejowymi o długości 1529 km, a liczba zatrudnionych pracowników kolejowych w 1897 sięgała 11 tys. osób. Nowo zorganizowana dyrekcja składała się z 3 wydziałów:
- ogólnego – zajmował się organizacją administracji, kontrolą dochodów, sprawami kadrowymi,
- eksploatacyjnego – opracowywał rozkłady jazdy, zajmował się służbą stacyjną, pociągową, telegraficzną, kontrolą obrotu wagonów, drużyn pociągowych i parowozowych,
- technicznego – zajmował się utrzymaniem i budową torów, budowli i urządzeń, służbą warsztatową, zakupem i magazynowaniem towarów oraz taboru.

Niższym szczeblem zarządzania były inspekcje: ruchu, przewozów i maszynowo-warsztatowa.

### Okres polski
Wraz z odzyskaniem niepodległości pruska dyrekcja kolei w Bydgoszczy straciła rację bytu. Zarządzaniem liniami kolejowymi, które znalazły się na terytorium Polski zajęła się początkowo dyrekcja okręgowa z siedzibą w Bydgoszczy, a na terytorium
Niemiec, dyrekcja z siedzibą w Berlinie. W 1921 rząd polski, organizując kolejnictwo na terenie Pomorza utworzył dla tego terenu Dyrekcję Okręgową Kolei Państwowych w Gdańsku, której siedzibą był budynek byłej pruskiej dyrekcji (przyznany Polsce przez Międzysojuszniczą Komisję Podziału Mienia). Jeden z wydziałów tej dyrekcji, Wydział Kontroli Dochodów, miał siedzibę w Bydgoszczy.
Doceniając bydgoskie tradycje i doświadczenia, Ministerstwo Komunikacji utworzyło w 1922 Biuro Rozrachunków PKP z siedzibą w Bydgoszczy. Biuro to uległo znacznej reorganizacji w 1938, zaś po II wojnie światowej nastąpiło dalsze zwiększenie jego zakresu działalności. W 1923 w budynku umieszczono również kolejową przychodnię lekarską, a w latach 1927–1932 także agendy radomskiej DOKP (przeniesione w 1932 do Chełma).
Z uwagi na wrogi stosunek Senatu Wolnego Miasta Gdańska do Polski, od 1926 rozważano przeniesienie Dyrekcji Okręgowej Kolei Państwowych z tego miasta do Bydgoszczy, Torunia lub Gdyni. Za Bydgoszczą przemawiały m.in.: rozwinięty węzeł kolejowy, istnienie dużych warsztatów naprawczych, a przede wszystkim obszerny budynek Dyrekcji Kolei w Bydgoszczy, który mógł pomieścić wszystkie wydziały DOKP w Gdańsku. Mimo tego na podstawie uchwały rządu z 22 lipca 1933 DOKP Gdańsk przeniesiono do Torunia, pozostawiając w Gdańsku nowo utworzone Biuro Gdańskie PKP. Nowo zbudowany gmach w Toruniu (przeznaczony pierwotnie dla urzędu wojewódzkiego, obecnie siedziba Urzędu Marszałkowskiego województwa kujawsko-pomorskiego) nie pomieścił wszystkich wydziałów urzędu. Z tego powodu przeniesiono tam prezydium, wydział ruchu, mechaniczny, drogowy, personalny, finansowy, biuro wojskowe i kasę dyrekcyjną, zaś do funkcjonującego w Bydgoszczy wydziału kontroli dochodów przeniesiono wydział taryfowy, pracowniczy, zasobów, sanitarny, archiwum, drukarnię i bibliotekę dyrekcyjną. Ogółem do Bydgoszczy sprowadziło się około 300 urzędników wraz z rodzinami.
W budynku dyrekcji miało także siedzibę także Centralne Biuro Rozrachunków Zagranicznych PKP, które na początku 1939 zatrudniało 244 osoby. Oprócz tego, od 1937 mieściła się w budynku dyrekcja Francusko-Polskiego Towarzystwa Kolejowego S.A., które wybudowało (wspólnie z PKP) i zarządzało magistralą węglową Śląsk – Gdynia (dyrektorem towarzystwa był inż. Jan Getter-Girther).
W 1936 wyodrębniono linię z poszczególnych dyrekcji okręgowych PKP i powołano samodzielny Zarząd Kolei Herby Nowe-Gdynia z siedzibą w Bydgoszczy.
W 1945 Bydgoszcz była przejściową siedzibą Dyrekcji Okręgowych Kolei Państwowych w Gdańsku, po czym utworzono Rejonową Dyrekcję Kolei Państwowych w Bydgoszczy z dniem 1 października 1975. W 1970 budynek dyrekcji stał się własnością Zarządu Kolei Państwowych oraz wydziału Gospodarki Komunalnej i Mieszkaniowej.
W budynku działało nieprzerwanie Centralne Biuro Rozrachunków Zagranicznych PKP, które przejęło wszelkie rozliczenia związane z obrotem wagonów w komunikacji międzynarodowej. W 1980 dokonywało ono rozliczeń z 36 państwami Europy, Azji i Afryki.
W okresie powojennym w gmachu dawnej Dyrekcji Kolei Wschodniej znajdowały się komórki organizacyjne PKP:
- Centralne Biuro Rozrachunków Zagranicznych (w strukturze PKP Cargo)
- Obwód Lecznictwa Kolejowego
- Zakład Kujawski oraz inne komórki organizacyjne PKP Cargo: Biuro Rachunkowości i Podatków, Biuro Ekspedycji
- Komórki TK Telekom, PKP Energetyka i inne.

## Statystyki
Stan taboru kolejowego podlegającego pod Dyrekcję Kolei Wschodniej w Bydgoszczy:
- 1853 – 629 wagonów, w tym 132 osobowe, 23 bagażowe i 497 towarowych;
- 1857 – 100 parowozów, 165 wagonów osobowych, 40 wagonów bagażowych i 1396 wagonów towarowych;
- 1876 – 199 parowozów pośpiesznych, 44 parowozy osobowe, 300 parowozów towarowych, 44 parowozy tendrzaki – łącznie 587 parowozów; 877 wagonów osobowych, 213 wagonów bagażowych; 10715 wagonów towarowych i 68 wagonów pocztowych.

Stan linii kolejowych podlegających pod Dyrekcję Kolei Wschodniej w Bydgoszczy:
- 1867 – 912 km linii kolejowych.
- 1876 – 1513 km linii kolejowych, w tym 740,23 km linii dwutorowych, 2659 rozjazdów, w tym 155 podwójnych rozjazdów angielskich i 110 pojedynczych rozjazdów krzyżowych, 43 mosty kolejowe o prześwicie świetlnym 10 metrów w każdym przęśle; w tym 22 murowane i 41 żelaznych (w tym mosty kolejowe w Bydgoszczy i Most Portowy), 1530 mniejszych mostów i 104 wiadukty.
- 1894 – 4833 km linii kolejowych[1].

## Obszar działania
W okresie swego funkcjonowania, aż do czasu reorganizacji kolejnictwa pruskiego w 1895 Dyrekcja zarządzała liniami kolejowymi na obszarze prowincji Prus od Berlina i Stralsundu, aż po Kłajpedę i Białystok. Były to prowincje: Prusy Zachodnie (Gdańsk, Kwidzyn), Pomorze (Szczecin, Koszalin, Stralsund), Prowincja Poznańska (Poznań, Bydgoszcz) i Prusy Wschodnie (Królewiec, Olsztyn).
Po reorganizacji obszar kompetencji dyrekcji bydgoskiej został ograniczony do obszaru nieco wykraczającego poza rejencję bydgoską.

## Dyrektorzy

### Przewodniczący Królewskiej Dyrekcji Kolei Wschodniej
- 1849–1853 – Adolf Friedrich von Wernich[1]
- 1853–1856 – Friedrich Eduard Salomon Wiebe (1804–1892)[1][4]
- 1856–1858 – Georg Wilhelm Offermann (1819–1902)[1][5]
- 1859–1863 – Karl Heinrich Eggert[1]
- 1863–1867 – Albert von Maybach (1822–1904), późniejszy minister, kierownik Urzędu Kolei Rzeszy w Berlinie i poseł do sejmu pruskiego, w 1889 przyznano mu godność Honorowego Obywatela Bydgoszczy[1][6]
- 1867–1874 – Erhard von Mutius (1821–1880)[1]
- 1874–1881 – Eduard Wex (1827–1902)[1][7]

### Prezydenci Królewskiej Dyrekcji Kolei w Bydgoszczy
- 1881–1898 – Engelbert Pape (1827–1909)[1][8]
- 1898–1903 – Carl Naumann (1836–1908)[1]
- 1903–1905 – Johannes Schulze-Nickel (1848-)[1]
- 1905–1908 – Arthur Krueger[1]
- 1908–1915 – Ludwig Pedell (1854–1922)[1][9]
- 1915–1920 – Paul Halke[1]

## Siedziba
- Dyrekcja Kolei w Bydgoszczy w latach 1849–1853 mieściła się w kamienicy przy Nowym Rynku 8.
- W 1853 została przeniesiona do budynku dworcowego.
- W latach 1886–1888 wzniesiono dla niej monumentalny gmach administracyjny w stylu manieryzmu niderlandzkiego. Budynek powstał przy ul. Dworcowej 63 w Bydgoszczy, ok. 300 m od zabudowań dworca kolejowego Bydgoszcz Główna, zaś koszt jego budowy wyniósł 1,45 mln marek[10].